# Градиште под Вратном
Градиште под Вратном (на словашки: Hradište pod Vrátnom) е село в западна Словакия, в Търнавски край, в окръг Сеница. Населението му е 669 души.
Разположено е на 233 m надморска височина, на 16 km югоизточно от Сеница. Площта му е 25,19 km². Кмет на селото е Лукаш Пирога.